# 米亞里納里武區
米亞里納里武區，是馬達加斯加的行政區，位於該國中部，由伊達西區負責管轄，首府設於米亞里納里武，面積2,818平方公里，2011年人口228,057，人口密度每平方公里81人。